# RaelSan
Singles de Orelsan
Changement
(2008) Double vie
(2011)
Pistes de Le Chant des sirènes
Le chant des sirènes
(2)
RaelSan est une chanson du rappeur français Orelsan sortie le 30 mai 2011 sous format numérique en tant que 1er single extrait de l'album studio Le Chant des sirènes. Écrite par Orelsan et Skread et produite par Skread, le single a atteint le numéro 77 en France dans le classement de 2011.

## Clip vidéo
Le clip vidéo, de 3 minutes et 30 secondes et réalisé par David Tomaszewski, est mis en ligne sur le site de partage YouTube le 24 août 2011 par le compte d'Orelsan.
Dans le clip, Orelsan porte un masque noir semblable à celui de Robin de DC Comics, et il rappe lorsque le clip change de milieux, dans lesquels il porte toujours la même tenue. Après deux minutes, toujours rappant, Orelsan se transforme en Skread, Ablaye et puis Gringe, qui rappent aussi et portent la même tenue qu'Orelsan, avant de se retransformer en lui-même. Après tout ça, les trois autres se séparent d'Orelsan et les quatre hommes font les mêmes gestes de corps, avant qu'Orelsan continue le clip tout seul.
Le clip a été nommé pour la victoire du vidéo-clip lors de la 27e cérémonie des Victoires de la musique du 3 mars 2012,,,,.

## Après le clip
Depuis la sortie du clip vidéo de RaelSan, Orelsan a adopté RaelSan comme son alter ego et il a joué dans des concerts en tant que lui. RaelSan est décrit comme extraterrestre avec des super-pouvoirs.
Orelsan a mis en ligne deux vidéos sur son compte YouTube en tant que RaelSan est réalisées par David Tomaszewski : Les vœux de RaelSan pour 2012 avec Marek Tomaszewski le 31 décembre 2011, et Les adieux de RaelSan avant l'Apocalypse avec Gringe, Skread, Ablaye, Manu Dyens, Eddy Purple et Dany Synthé le 21 décembre 2012. Dans Les adieux de RaelSan avant l'Apocalypse, RaelSan répond à une question d'un fan demandant s'il est amis avec Orelsinge en disant qu'ils se sont rencontrés en 1994 à un concert des Doors avant faire une fusion pour faire "Raelsinge".